# Celera Barnes
Celera Barnes (* 2. Dezember 1998 in Ventura, Kalifornien) ist eine US-amerikanische Sprinterin, die sich auf den 100-Meter-Lauf spezialisiert hat.

## Sportliche Laufbahn
Celera Barnes wuchs in Kalifornien auf und sammelte 2016 erste Erfahrungen bei internationalen Meisterschaften, als sie bei den U20-Weltmeisterschaften in Bydgoszcz mit 11,70 s im Halbfinale über 100 Meter ausschied. Von 2017 bis 2021 studierte sie an der University of Kentucky und seit 2022 studiert sie an der University of Southern California. Im selben Jahr gewann sie bei den NACAC-Meisterschaften in Freeport in 11,10 s die Silbermedaille über 100 Meter hinter der Jamaikanerin Shericka Jackson und siegte in 42,35 s gemeinsam mit Javianne Oliver, Teahna Daniels und Morolake Akinosun mit der US-amerikanischen 4-mal-100-Meter-Staffel. 2024 schied sie bei den Hallenweltmeisterschaften in Glasgow mit 7,14 s im Halbfinale über 60 Meter aus.

## Persönliche Bestzeiten
- 100 Meter: 10,94 s (+1,8 m/s), 24. Juni 2022 in Eugene
  - 60 Meter (Halle): 7,09 s, 17. Februar 2024 in Albuquerque
- 200 Meter: 23,28 s, 15. Februar 2020 in Clemson